# Christian Puff
Christian Puff ( 1949-2013 ) fue un botánico austríaco; ocupándose extensamente en la familia subtropical del café Rubiaceae, y se desempeñó en el "Instituto de Botánica, de la Universidad de Viena.

## Algunas publicaciones

### Libros
- 1974. Dinteria: The flora of the Brandberg. N.º 11. Con Bertil Nordenstam. Editor S.W.A. Wissenschaftliche Gesellschaft, 67 pp. ISBN 0949995045

- 1978. The Genus Galium L. (Rubiaceae) in Southern Africa. Edición reimpresa de National Bot. Gardens of S. Africa, 77 pp.

- 1986. A biosystematic study of the African and Madagascan Rubiaceae-Anthospermeae. Ed. Springer-Verlag. 532 pp. ISBN 3-211-81919-3

- 1989. The Rubiaceae of the Flora of Ethiopia Area. Editor Inst. of Botany, Univ. de Viena, 128 pp.

- 1991. The genus Paederia L. (Rubiaceae-Paederieae) : a multidisciplinary study. Ed. Meise : Jardín Botánico Nacional de Bélgica. 376 pp.

- 2005. Rubiaceae of Thailand. A pictorial guide to indigenous and cultivated genera. Con Kongkanda Chayamarit, Wō̜radon Čhǣmčhamrūn. Editor Forest Herbarium, Nat. Park, Wildlife & Plant Conservation Dept. 245 pp. ISBN	9744631422

- 2006a. Plants of the Simen. A flora of the Simen Mountains and surroundings, northern Ethiopia. Con Sileshi Nemomissa. Editor, Jardín Bot. Nacional (Bélgica), 258 pp. ISBN 907261965X

- 2006b. Plants of Khao Yai National Park [Thailand]

- 2006c. Plants of Doi Inthanon National Park [Thailand]

- 2006d. Plants of Kaeng Krachan National Park [Thailand]

- 2007a. Rubiaceae of Borneo

- 2007b. Flora of Thailand: HOME.htm Rubiaceae en Internet
- La abreviatura «Puff» se emplea para indicar a Christian Puff como autoridad en la descripción y clasificación científica de los vegetales.[1]